# State Heritage Register
State Heritage Register är ett register skapat 1999 över föremål som anses särskilt viktiga för folket i delstaten New South Wales i Australien. Registret har sitt ursprung i lagen Heritage Act 1977 § 31 där det anges att "Heritage Council ska upprätthålla ett register vid namn State Heritage Register." Det upprätthållande organet, Heritage Council of NSW, har sitt ursprung i samma lag. Registret skapades april 1999 med målet att ge skydd åt föremål som anses särskilt viktiga för folket i delstaten. State Heritage Register Committee fattar beslut å Heritage Council of NSW:s vägnar om vilka föremål ska rekommenderas till den ansvariga ministern för upptagning till registret.
När Heritage Act 1977 stadfästes hade Heritage Council of NSW möjlighet att utfärda såväl varaktigt som tillfälligt skydd till föremål genom Permanent respektive Interim Conservation Orders. Dessa utfärdades ofta ad hoc, när ett föremål ansågs vara hotat. I samband med State Heritage Registers upprättande 1999 antogs alla föremål som tidigare skyddats av Permanent Conservation Orders till registret.